# 內雙眼皮

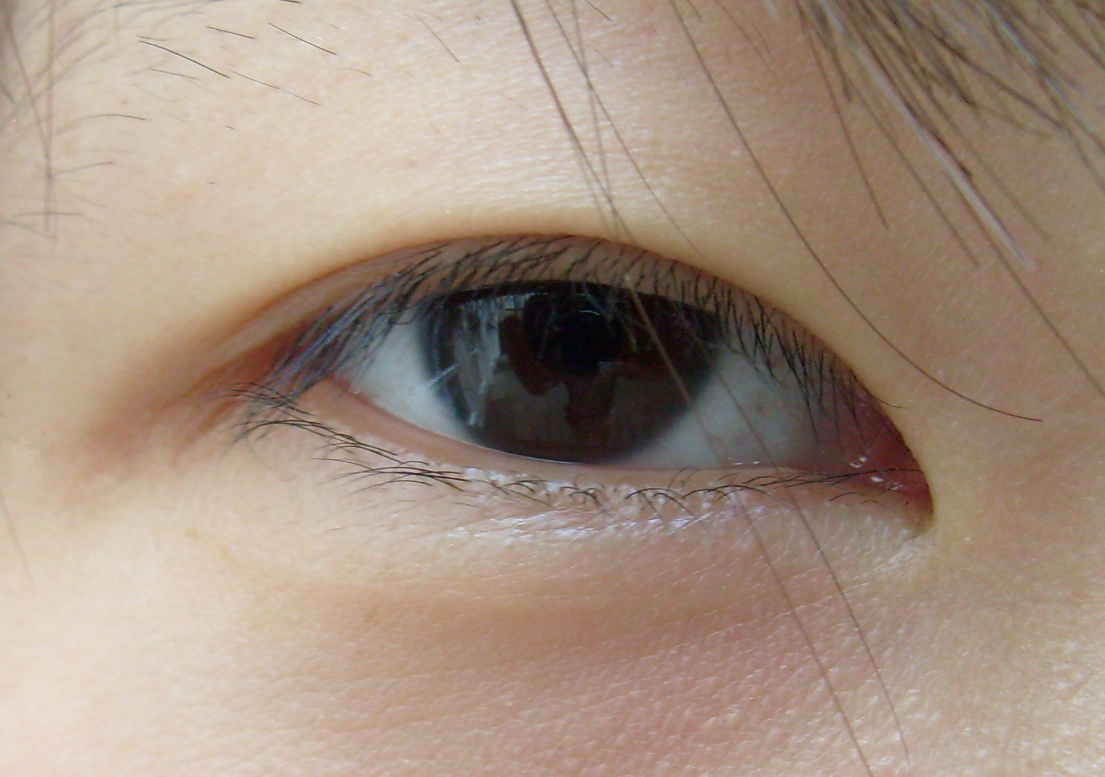
內雙眼皮

內雙眼皮是一種人類眼睑類型。俗稱蒙古褶，不喜歡者也稱為內眥贅皮。是人類上眼瞼眼框內側或外側的皮膚皺摺。
內雙眼皮最常出現於北亞、東亞和美洲原住民中。還在中亚、北歐和東歐人、南非的科伊桑人和馬達加斯加原住民等也有一定頻率出現。

## 年龄
在世界上所有亚洲非亚洲人群中，3到6个月之前的胎儿均为内双眼皮，还有在任何种族的儿童其鼻根没有发育之前也会存在。东亚人成年之后的内双眼皮可能与强烈的幼态延续有关系。